# 胡安·马里内略
胡安·马里内略·伊·比达乌雷塔。（西班牙語：Juan Marinello y Vidaurreta；1898年11月2日—1977年3月27日）是古巴的作家、学者，曾任古巴参议员、不管部长，並曾擔任人民社会党主席、古巴共产党中央委员会委员、哈瓦那大学校长。